# Dąbrowica (Bochnia)
Pour les articles homonymes, voir Dąbrowica.
Dąbrowica est une localité polonaise de la gmina et du powiat de Bochnia en voïvodie de Petite-Pologne.